# André Trousselier
André Trousselier (né le 29 mai 1887 à Paris 2e et mort le 16 avril 1968 à Paris 7e) est un sportif français.
D'abord coureur cycliste, il gagne en 1908 la première édition professionnelle de Liège-Bastogne-Liège, qui avait été courue comme course amateurs entre 1892 et 1894. Il reste jusqu'en 1930 le seul vainqueur non belge de la doyenne. Il est le frère de plusieurs cyclistes dont le plus connu est Louis Trousselier, vainqueur du Tour de France 1905. 

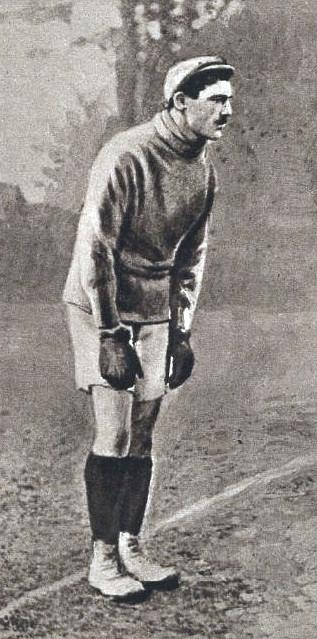
André Trousselier, gardien de but de RC France (ici en 1908).

Il se consacre en même temps, et principalement à partir de 1910, au football. Il est gardien de but au Racing Club de France entre 1907 et 1910, avec lequel il remporte notamment le championnat de France UFSFA en 1907. Puis il porte les couleurs du CASG, où évolue aussi son jeune frère Auguste, « international USFSA  » en 1912 et 1913, tué lors des combats en 1914.

## Palmarès
- 1907
  - 2e et 4e étapes du Tour de Belgique amateurs
- 1908
  - Liège-Bastogne-Liège